# Kaskasatjåkka
Kaskasatjåkka (płn-lap. Gaskkasčohkka) – szczyt w Górach Skandynawskich. Leży w Szwecji, w regionie Norrbotten.